# Antônio Pedro Martins Júnior
Antônio Pedro Martins Júnior, ou simplesmente Martins Júnior, (Belém, 10 de junho de 1897 – Belém, 21 de janeiro de 1974) foi um contabilista, comerciante, pecuarista e político brasileiro, outrora senador e deputado federal pelo Pará.

## Dados biográficos
Filho de Antônio Pedro Martins e Etelvina Mendes Martins. Contabilista formado pelo Colégio Fênix Caixeiral Paraense, Martins Júnior também foi comerciante e pecuarista. Sua estreia na vida política ocorreu ao vencer a eleição para suplente do senador na chapa de Zacarias Assunção via PSP em 1958, sendo convocado a exercer o mandato em diferentes oportunidades.
Presidente do conselho administrativo do Banco da Amazônia, da Associação Comercial do Pará e da Associação Rural de Pecuária do Pará, dirigiu a Cooperativa da Indústria Pecuária do Pará. Eleito deputado federal pela ARENA em 1966, não se reelegeu no pleito seguinte. Mesmo apoiando o Regime Militar de 1964, preferiu dedicar-se à pecuária e ao seu escritório de representação comercial nos anos vindouros.